# リプシ
リプシ (Lipsi) は、東ドイツ（ドイツ民主共和国）において、西側のロックンロールに影響されたダンスに代わる共産主義的代替物として生み出されたダンス。男性のリードで女性が踊るパートナーダンスよりも、グループダンスの方が、より性的であると見られていた。

## 歴史
リプシは、1959年に創作された。しかし、若者たちの間でのウケは悪く1959年夏には、ヴァルター・ウルブリヒトを嘲笑し、エルヴィス・プレスリーを支持する抗議運動が始まった。
ディ・フラミンゴス (Die Flamingos) の「Alle tanzen Lipsi」（「皆がリプシを踊っている」の意）とマルティン・メーレ (Martin Möhle) の「Willibalds Lipsi」は、最初のリプシの楽曲としてアミガ・レーベルからシングルが1959年に出た。これに、ヘルガ・ブラウアーのシングル「Heute spielt der Konstantin Klavier」（「今日、コンスタンティンがピアノを弾く」の意）や、クルト・ヘンケルス指揮のルントフンク・タンツオーケスター・ライプツィヒ（「ライプツィヒ・ラジオ・ダンス・オーケストラ」の意）の「Lipsi Nr 1」が続いた。同じくクルト・ヘンケルスとルントフンク・タンツオーケスター・ライプツィヒの「Messe-Lipsi」は、クルト・ヘンケルスがアミガから出した最後の曲となった。ヘンケルスは、ドイツ社会主義統一党 (SED) のパターナリズムと服従の強要に耐えられなくなり、西ドイツ（ドイツ連邦共和国）へと亡命してしまったのである。
ほとんど興奮させることのないリズムと歌詞で踊るペアのダンスは、若者たちも求めたものではなかった。ハレをはじめとする東ドイツ各地の都市では、この政府が押し付けたダンスに反対する声が若者たちから上がった。「我々はリプシでは踊らないし、アロ・コールの曲ではなくビル・ヘイリーを支持し、ロックンロールで踊る」という声であった。

## 評価
元トーキング・ヘッズのリーダーとして知られるデヴィッド・バーンは、リプシについて、「政府がポピュラー文化（民衆の文化）の中に、エルヴィスのロックンロールの腰つきに対する一種の免疫として投入しようとした ... 奇妙な、性的要素のないダンス」と述べている。
当時、ドイツ社会主義統一党のハレ地区の指導者、文化教育担当書記であり、党中央委員会政治局のメンバーでもあったハンス・ベンツィエンは、リプシの活動について、47年を経た後の2006年に「リプシは、純然たるプロパガンダの産物であり、すぐに廃れ、今ではお笑い種として取りざたされるだけになっている」と述べた。